# Laniarius poensis
A Laniarius poensis a madarak osztályának verébalakúak (Passeriformes) rendjébe és a bokorgébicsfélék (Malaconotidae) családjába tartozó faj.

## Rendszerezése
A fajt Boyd Alexander brit hadsereg tisztviselője, felfedező és ornitológus írta le 1903-ban, a Dryoscopus nembe Dryoscopus poensis néven.

## Alfajai
- Laniarius poensis camerunensis Eisentraut, 1968
- Laniarius poensis holomelas (Jackson, 1906)
- Laniarius poensis poensis (Alexander, 1903)[2]

## Előfordulása
Afrikában, Burundi, Egyenlítői-Guinea, Kamerun, a Kongói Demokratikus Köztársaság, Nigéria, Ruanda és Uganda területén honos. Természetes élőhelyei a szubtrópusi és trópusi hegyi esőerdők. Állandó, nem vonuló faj.

## Megjelenése
Testhossza 18 centiméter, testtömege 38-49 gramm.

## Természetvédelmi helyzete
Az elterjedési területe nagyon nagy, egyedszáma pedig stabil. A Természetvédelmi Világszövetség Vörös listáján nem fenyegetett fajként szerepel.